# Оскар Вістінг
Оскар Вістінг (Oscar Wisting; 6 червня 1871, Ларвік, Норвегія — 5 грудня 1936, Осло, Норвегія) — норвезький полярний дослідник. Перша людина, яка (разом з Амундсеном), побувала на обох географічних полюсах планети. Автор книги «16 років з Руалем Амундсеном».

## Життєпис
Оскар Вістінг народився в 1871 році. У шістнадцять років юнак пішов юнгою на корабель, а згодом став служити у Норвезькому військово-морському флоті. Він працював морським стрільцем на головній військово-морській базі в Норвегії поруч із Гортеном (нині район Гортена). У свою першу полярну експедицію він вирушив вже в досить зрілому віці — близько сорока років. Відставний офіцер артилерії, працівник полотняної корабельні, майстер на всі руки — він сподобався Амундсену, який збирався на Південний полюс. У 1909 році Вістінг бажав взяти участь в експедиції Руаля Амундсена на Північний полюс. Але за рішенням Амудсена була здійснена експедиція на Південний полюс. Про зміну маршруту Оскар Вістінг дізнався, коли вже були у морі.
Руаль Амудсен хотів першим встановити норвезький прапор у найпівденнішій точці Землі. У січні 1911 року норвежці побудували базу у Китовій бухті. Там звели будинок, складські приміщення, притулок для собак. Оскар Вістінг був у команді, яка вирушила до полюса. П'ять осіб з чотирма саньми, у кожні було впряжено по тринадцять собак. Учасники були одягнені в тюленячі шкіри і хутро. Долаючи в день по двадцять-тридцять кілометрів, 6 грудня вони піднялися на висоту 3260 метрів над рівнем моря. Там почалися проблеми через кисневе голодання та штормові вітри. Та дякуючи відносно теплій погоді на рівні -20°С, Руаль Амундсен, Хельмер Хансен, Сверре Гассель, Оскар Вістінг та Олаф Бьоланд стали першими людьми, які досягли Південного полюсу Землі. Це сталося 14 грудня 1911 року. Подолавши антарктичні хуртовини, бездонні тріщини, схили гірського хребта, вони стояли на Південному полюсі. Вістінг під час мандрівки переважно займався спорядженням та швейними справами. За спогадами Амудсена, «Не було такої справи у кравецькому ремеслі, з якою не впорався б Вістінг». Вістінг займався також фарбуванням наметів, а під час походу на полюс (разом з Амундсеном, Хансеном, Бьоланном і Хасселем) виконував обов'язки ветеринара і навіть кока.
У 1918—1925 роках Вістінг був у експедиції Північно-Східним проходом на судні «Мод», де виконував функції лікаря. Вістінг був одним із кращих друзів Руаля Амундсена і випробуваним товаришем. Він надав медичну допомогу Амундсену, коли у того був перелом руки. Навіть у 1924 році, коли настали важкі часи і всі відвернулися від Амундсена, Оскар залишився вірним дружбі. На знак подяки Амундсен взяв Вістінга у трансатлантичний політ з Лінкольном Еллсворт, щоб той розділив славу першої людини, яка побувала на обох полюсах. На дирижаблі «Норвегія» Вістінг стояв біля керма висоти. Про це Амудсен писав:
```
«П'ятнадцять років після того, коли щедрість Еллсворта надала мені можливість здійснити й іншу мрію мого життя, а саме перелетіти через 
Північний Льодовитий океан
 над Північним полюсом з 
Європи
 в 
Америку
, мені доставила   щастя можливість запитати у одного з тих чотирьох сміливих норвежців, які супроводжували мене на Південний полюс, чи не згоден він і тепер мені супроводжувати. Це був Оскар Вістінг».
```

У 1936 році Вістінгу запропоновали стати директором музею корабля «Фрам». Він погодився. Коли дослідник стояв на борту «Фрама» під час його установки і спрямовував хід робіт, він помер від розриву серця. Як писав Геннадій Фіш: «І коли корабель, навіки попрощавшись з солоною хвилею, став на залізобетонні опори, серце старого полярника не витримало … Оскар Вістінг помер на палубі улюбленого корабля …»

## Спогади мандрівника
У 1930 році Вістінг видав книгу «16 років з Руалем Амундсеном».

## Пам'ять
- У честь Вістінга названа Гора Оскара Вістінга в Антарктиді.
- Дата смерті Вістінга — 3 грудня 1936 року — висічена на бронзовому меморіальному барельєфі внутрішньої стіни бетонного шатра над «Фрамом».